# Juan Osorio
Juan Manuel Osorio Ortiz (Mérida, Yucatán; 24 de junho de 1957) é um produtor mexicano de telenovelas.

## Filmografia

### Produtor Executivo
- Amanecer (2025)
- El amor no tiene receta (2024)[1]
- El amor invencible (2023)[2]
- La herencia (2022)
- El último rey (2022)
- ¿Qué le pasa a mi familia? (2021)
- Soltero con hijas (2019-2020)
- Juntos el corazón nunca se equivoca (2019)
- Mi marido tiene familia (2017-2019)
- Sueño de amor (2016)
- Mi corazón es tuyo (2014-2015)[3]
- Porque el amor manda (2012-2013)
- Una familia con suerte (2011-2012)
- Mi pecado (2009)[4]
- Tormenta en el paraíso (2007-2008)
- Duelo de pasiones (2006)
- Velo de novia (2003)
- Salomé (2001-2002)
- Siempre te amaré (2000)
- Nunca te olvidaré (1999)
- Vivo por Elena (1998)
- El alma no tiene color (1997)
- Para toda la vida (1996)
- Marisol (1996)
- Si Dios me quita la vida (1995)
- Maria José (1995)
- Clarisa (1993)
- Madres egoístas (1993)
- Días sin luna (1990)
- Mi segunda madre (1989)
- La casa al final de la calle (1988)
- Tal como somos (1987)
- El padre Gallo (1986)

### Gerente de Produção
- Toda una vida (1981)
- Gabriel y Gabriela (1982-1983)
- Un solo corazón (1983-1984)
- La pasión de Isabela (1984-1985)
- La gloria y el infierno (1986)
- Yo compro esa mujer (1990)